# AC Pavia
Die Associazione Calcio Pavia ist ein italienischer Fußballverein aus Pavia. Der Verein wurde 1911 gegründet und trägt seine Heimspiele im Stadio Pietro Fortunati aus, das Platz bietet für 6.000 Zuschauer. AC Pavia spielte derzeit in der Lega Pro Prima Divisione, der dritthöchsten Spielklasse in Italien.

## Geschichte
Der AC Pavia wurde im Jahre 1911 in der Stadt Pavia mit gut siebzigtausend Einwohnern in der Lombardei gegründet. Zum Zeitpunkt der Gründung trug der Verein den Namen FBC Pavia, ausgesprochen Foot Ball Club Pavia. 1928 musste der Vereinsname geändert werden, da FBC aus dem Englischen abgeleitet war und dies den faschistischen Machthabern nicht gefiel. Der Verein hieß fortan FC Pavia. Nach diversen Namenswechseln, darunter die Wiederannahme des von FBC Pavia nach Ende der Diktatur Mussolinis, wurde der aktuelle Namen, AC Pavia, im Jahr 1960 eingeführt.
Noch unter dem ersten Namen hatte Pavia drei Jahre in der Prima Categoria gespielt, was damals der italienischen Fußballmeisterschaft gleichkam. Nach dem Abstieg 1922 verbrachte der Verein einige Jahre in unteren Ligen, ehe 1935 wieder der Aufstieg in die mittlerweile gegründete Serie B gelang. Dort konnte man sich zwei Jahre halten, ehe 1937 der Abstieg in die Serie C kam. Es dauerte bis ins Jahr 1953, dass Pavia wieder in der zweiten italienischen Liga auftauchte. In der Serie C-Saison 1952/53 wurde man Erster vor US Alessandria und stieg genauso wie diese in die Serie B auf. Dort gelang in der ersten Saison mit Platz dreizehn der Klassenerhalt, in der zweiten Saison nach dem Aufstieg wurde man jedoch Letzter und musste zusammen mit FBC Treviso absteigen. Bis heute war die Spielzeit 1954/55 die Letzte, in der der AC Pavia zweitklassig war. Nach dem Abstieg folgte nur kurze Zeit später der Absturz in den Amateurbereich sowie eine Neugründung. Seitdem pendelte der Verein in den letzten fünfzig Jahren zwischen der Serie C1, der heutigen Lega Pro Prima Divisione, und den oberen regionalen Amateurligen. Derzeit ist der AC Pavia in der Lega Pro Prima Divisione zu finden, wo man in der Saison 2010/11 als Aufsteiger aus der Lega Pro Seconda Divisione den dreizehnten Rang im Girone A belegt hatte und die Klasse hielt.

## Erfolge
- Serie C: 1× (1952/53)

- Serie C2: 2× (1983/84, 2002/03)

- Prima Divisione: 1× (1932/33)

- Seconda Divisione: 1× (1928/29)

## Ligenzugehörigkeit
- Prima Categoria: 3 Spielzeiten

- Serie B: 6 Spielzeiten

- Serie C: 51 Spielzeiten

- Serie D: 17 Spielzeiten

## Ehemalige Spieler
- Massimiliano Allegri
- Massimo Crippa
- Giovan Battista Fabbri
- Renzo Garlaschelli
- Mario Genta
- Emanuele Giaccherini
- Riccardo Meggiorini
- Giuseppe Sannino
- Stefan Schwoch
- Andrea Soncin